# Нуну Фрешо
Нуну Фрешо (порт. Nuno Frechaut, нар. 24 вересня 1977, Лісабон, Португалія) — колишній португальський футболіст, що грав на позиції захисника, півзахисника.
Виступав, зокрема, за «Боавішту» та «Брагу», а також національну збірну Португалії, у складі якої був учасником чемпіонату світу та Олімпійських ігор.

## Клубна кар'єра
Вихованець молодіжної школи «Віторії» з Сетубала. У 1996 році він дебютував у португальській лізі. Починаючи з наступного сезону 1997/98 він став гравцем основного складу, і в 1999 році разом з «Віторією» зайняв 5 місце в чемпіонаті, яке стало найвищим для клубу за останні 10 років. У 2000 році клуб залишив вищий дивізіон, зайнявши 16 останнє місце в лізі.
По закінченні сезону 1999/00 Фрешо перебрався в «Боавішту» з Порту, де швидко завоював місце в складі, і його виступ у дебютному сезоні зіграв велику роль для першої в історії перемоги в чемпіонаті Португалії, в сезоні 2000/01 він за «пантер» зіграв 21 матч, в яких забив 2 голи. У сезоні 2001/02 «Боавішта» грала у Лізі чемпіонів. Клуб успішно завершив груповий етап, ставши переможцем у групі, в якій також виступали німецька «Боруссія» Дортмунда і київське «Динамо». У цьому ж сезоні він став другим в чемпіонаті Португалії, а у 2003 році разом з «Боавіштою» дійшов до півфіналу Кубка УЄФА, в якому до фіналу клубу з Порту дорогу перегородив шотландський «Селтік». У «Боавішті» Нуну грав до кінця 2004 року і зіграв 84 матчів за клуб в лізі й забив 6 м'ячів.
Взимку 2005 Фрешо перейшов у московське «Динамо» за 700 тисяч євро. У той час в московському клубі грала група гравців з Португалії, і Нуно в Москві зустрівся зі своїми земляками, серед яких були: Жорже Рібейру, Маніше та Коштінья. Вони забили один гол — у своєму дебютному матчі, який відбувся 12 березня 2005 року, «Динамо» програло «Зеніту» з Санкт-Петербурга з рахунком 1:4. У тому сезоні «Динамо» не виправдало надії, а Фрешо в тому сезоні зіграв лише 15 ігор у російській Прем'єр-лізі, а також провів 3 матчі у Кубку Росії.
У січні 2006 року Фрешо повернувся до Португалії, і на правах вільного агента перейшов у «Брагу» і у кінці того сезону посів 4 місце в лізі. У сезоні 2006/07 клуб з Браги взяв старт у Кубку УЄФА і дійшов до 1/8 фіналу турніру, зазнавши на цій стадії дві поразки від «Тоттенгем Готспура» з рахунком 2:3. 
В самому кінці серпня 2009 року, після трьох з половиною сезонів, проведених у «Бразі», португалець погодився з умовами клубу з другого французького дивізіону «Мец» з однойменного міста, де провів два повноцінних сезони, після чого ще рік грав у другому португальському дивізіоні за «Навал».
Завершив професійну ігрову кар'єру у «Боавішті», що на цей момент через корупційні розслідування вже грала у третьому дивізіоні. Прийшов Нуну до команди 2012 року і захищав її кольори до припинення виступів на професійному рівні у 2014 році.

## Виступи за збірну
2 червня 2001 року дебютував в офіційних матчах у складі національної збірної Португалії у відбірковому матчі до чемпіонату світу 2002 року проти збірної Ірландії, який завершився з рахунком 1:1.
Португалія вийшла у фінальний турнір чемпіонату світу і головний наставник збірної Антоніу Олівейра включив його в заявку на турнір. У Японії і Південній Кореї Фрешо зіграв лише в одній грі у матчі проти збірної Польщі, який завершився з рахунком 4:0. Попри перемогу у матчі, португальці так і не вийшли з групи. Фрешо виступав також у відбіркових матчах до чемпіонату світу 2006 року, але зрештою не був включений в заявку на майбутній мундіаль. Всього ж за збірну він провів 17 матчів.
2004 року Фрешо також брав участь у футбольному турнірі на Олімпійських іграх в Афінах, в якому він був один з трьох гравців старше 23-річного віку. Він грав у всіх іграх 3 групи, за підсумками яких португальці посіли останнє місце у своїй групі.

## Титули та досягнення
- Чемпіон Португалії (1):

«Боавішта»:  2000–01